# Rafetus euphraticus
Rafetus euphraticus – gatunek żółwia z rodziny żółwiakowatych (Trionychidae).

## Zasięg występowania
Występuje w dorzeczu Eufratu i Tygrysu – w Iraku, Syrii, Turcji i Iranie.

## Wygląd
Gatunek ten może ważyć do 20 kg i mierzyć do 68 cm długości. Obie płcie są bardzo podobne pod względem wielkości i wyglądu. Górna część ciała jest zazwyczaj matowo oliwkowa, czasami z niewyraźnym cętkowanym wzorem, zwłaszcza na głowie. Istnieją pewne drobne różnice we wzorze ubarwienia i rzadko żółwie mogą mieć kolor ciemnobrązowy lub nawet czarny.

## Siedlisko
Żółw ten występuje w wielu siedliskach słodkowodnych, takich jak rzeki, strumienie, jeziora, stawy, zbiorniki wodne i bagna. Preferuje obszary z płytką i spokojną wodą, piaszczystymi brzegami i dużą ilością ryb (zwłaszcza karpiowatych). Chociaż zamieszkuje głównie płytkie, spokojne wody, często spotyka się go również w głębokiej, szybko płynącej wodzie. W szybko płynącym Eufracie na ogół omija główny bieg rzeki, zamiast tego występuje w bocznych odgałęzieniach lub rozlewiskach. W odcinkach rzeki Tygrys o wolniejszym przepływie występuje nawet w głównym biegu. Wygrzewają się na brzegach rzek, a niektóre pozostają w płytkich wodach, aby uniknąć przebywania na lądzie. Czasami zakopują się w dnie zbiornika wodnego.

## Zachowanie
Gad ten jest aktywny głównie w ciągu dnia, ale zdarza się również, że jest aktywny w nocy. W niektórych częściach swojego zasięgu rzadko widuje się go zimą, prawdopodobnie ze względu na niższą temperaturę.

## Żywienie
Niewiele wiadomo na temat jego preferencji żywieniowych, ale najprawdopodobniej jest mięsożerny. Czasami można go spotkać, gdy żeruje na padlinie; łatwo go zwabić, opuszczając do wody nylonową torbę wypełnioną krwią jagnięcą, a rybacy często skarżą się, że wyrywa ryby z sieci. Jednakże złowiono go również na żyłki z przynętą z arbuzów. Znaleziono również osobnika, który wypróżnił częściowo strawionego pomidora, a lokalni rolnicy twierdzą, że gatunek ten czasami zjada ich plony. Analiza kału 30 osobników ujawniła głównie szczątki krabów i roślin, ale także owadów, ptaków, ryb, materiału z koryta rzeki i szczątki, co doprowadziło do wniosku, że żółw ten jest wszystkożercą.

## Rozród
Gniazdowanie tego gatunku ma charakter sezonowy, ale dokładny termin zależy od regionu. Gniazdo wykopuje samica na brzegu rzeki i może ono mieć głębokość do 50 cm. Miejscem może być goły piasek lub mieszanka piasku i gleby z roślinnością. W jednym przypadku gniazdo założono około 4,1 m od brzegu wody, na piaszczystej ławicy o nachyleniu prawie 15°. W każdym gnieździe może znajdować się do 32 jaj. Jaja są białe i mają średnicę 2,3–3,0 cm. Wykluwające się młode mają długość pancerza 3,9–5,5 cm. W niektórych regionach samica może gniazdować dwa razy w sezonie. Dorosłe i młode osobniki często mają ślady pazurów lub ugryzień, co wskazuje na częstą agresję między osobnikami.

## Status zagrożenia i ochrona
W Czerwonej księdze gatunków zagrożonych Międzynarodowej Unii Ochrony Przyrody gatunek ten został zaliczony do kategorii EN (ang. endangered – zagrożony). Głównymi zagrożeniami są utrata i zmiany siedlisk, ale w mniejszym stopniu także zanieczyszczenie i zabijanie przez rybaków. Istotnym zagrożeniem dla gatunku są również tamy, które zmieniają poziom osadów i temperaturę wody i mogą powodować zalewanie obszarów. Na przykład populacja w regionie Halfeti zniknęła całkowicie po budowie tamy Atatürk, prawdopodobnie z powodu zimniejszej wody, a tama Ilısu zalała niektóre znane miejsca lęgowe tego gatunku. W dorzeczu Eufratu i Tygrysu planowanych jest wiele innych zapór.
Niemniej jednak istnieją przesłanki wskazujące, że potrafią one wykorzystywać miejsca lęgowe w pobliżu ludzi i nie są szczególnie narażone na ogólne niepokojenie. Wygrzewając się na lądzie, są bardzo płochliwe i wycofują się do wody przy najmniejszej oznace niebezpieczeństwa. Donoszono o obecności tego żółwia w siedliskach stworzonych przez człowieka, takich jak sztuczne zbiorniki i kanały w pobliżu miast. Pomimo jego statusu zagrożonego, nie ma konkretnych projektów ochrony tego gatunku na większości jego zasięgu, z wyjątkiem jednego realizowanego w irańskiej prowincji Chuzestan.